# Бориды
Бори́ды — бинарные соединения бора с более электроположительными химическими элементами, в частности с металлами. Известны для большинства элементов подгрупп 1-12 (Ia-IIа и IIIб-VIIIб), а также для Аl, Si, As, P. Некоторые элементы подгрупп 11-12 (Iб-IIб) образуют бинарные системы с высоким содержанием бора (например, CuB22, ZnB22), которые относят не к химическим соединениям, а к твердым растворам.

## Номенклатура
Один металл может образовывать несколько боридов разного состава. Различают богатые металлом низшие бориды (М3В, М2В, М3В2, MB, M3B4) и богатые бором высшие бориды (МВ2, МВ4, МВ6, МВ12 и др.).
По номенклатуре ИЮПАК названия боридов включают название металла с приставкой, указывающей число атомов металла в формуле, и слово «борид» с обозначением числа атомов В, напр. W2В5 — пентаборид дивольфрама.

## Физические свойства
Взаимодействие между атомами металла и бора в боридах относительно слабое, поэтому их структуру рассматривают как две слабо связанные подрешетки. Структура низших боридов определяется металлической подрешеткой, высших — борной. В соединениях типа М4В и М2В атомы бора изолированы друг от друга, в соединениях типа MB они образуют одинарные зигзагообразные цепи, в М3В4 — сдвоенные цепи. По мере увеличения содержания бора структура боридов существенно усложняется. Так, в МВ2 атомы бора образуют плоские сетки, в МВ4 — гофрированные сетки и каркасы в виде октаэдрических группировок, в МВ6 — октаэдры, в МВ12 — кубооктаэдры и икосаэдры, в МВ66 — цепи икосаэдров. Гексагональная кристаллическая решетка характерна для МВ2 и МВ4, тетрагональная — для МВ2, MB и МВ4, кубическая — для М2В, MB, MB6, МВ12, МВ66, ромбическая — для М4В, MB, M3B4, М4В, МВ12.
В молекулах боридов борные группировки, в которых связь В—В ковалентная, электронодефицитны. Для их стабилизации необходимо привлечение электронов от атома металла. В результате между металлом и бором осуществляются связи промежуточного типа: у боридов элементов III—VIII групп, отдающих более двух электронов, они частично металлические, в остальных случаях — частично ионные. С возрастанием содержания бора в пределах бинарной системы растет доля ковалентных связей В—В и уменьшается взаимодействие металл — бор, в результате чего повышаются твердость, температура плавления, теплопроводность и электрическая проводимость, уменьшается температурный коэффициент линейного расширения. Одновременно возрастает химическая стойкость. Например, при изменении состава от Nb3B2 до NbB2 температура плавления увеличивается от 1860 до 3035 °C, температурный коэффициент линейного расширения уменьшается от 13,8⋅10-6 до 8,0⋅10-6 К-1.
Бориды не разлагаются в вакууме при нагревании до их температур плавления. При испарении диссоциируют на элементы.
Бориды металлов I и II групп, а также других в степени окисления + 1 и +2, обладают типично полупроводниковыми свойствами. Бориды металлов в высших степенях окисления по электрической проводимости, как правило, значительно превосходят соответствующие металлы. Наибольшей термической стабильностью и микротвердостью обладают соединения металлов III и IV групп.

## Химические свойства
- Бориды устойчивы к действию воды (кроме низших боридов Be и Mg), соляной, фтористоводородной и карбоновых кислот.

- Легко разлагаются окисляющими кислотами HNO3 и H2SO4 при нагревании.

- Взаимодействует с расплавами щелочей, карбонатов и сульфатов щелочных металлов.

- При окислении на воздухе образуют оксиды металла и бора, причем на поверхности боридов формируются плёнки пироборатов, обладающие защитными свойствами.

- Бориды Ti и Zr устойчивы к действию расплавов металлов.

## Получение
- Взаимодействие металла с бором при нагревании.

- Восстановление оксида металла смесью бора и углерода, карбидом бора или бором при 1500—2000 °C в вакууме.

- Электролиз расплавов боратов и оксидов металлов.

- Взаимодействие металл- и борсодержащих соединений в условиях низкотемпературной плазмы.

- Монокристаллы боридов размером до 5 мм получают кристаллизацией из растворов бора и металлов в расплавах Al, Zn, крупные монокристаллы диаметром до 20 и длиной до 100 мм — методами зонной плавки или Вернейля.

- Покрытия из боридов на различных подложках получают методом осаждения из газовой фазы при взаимодействии галогенидов металлов и бора, плазменного напыления порошков и др.

## Типичные представители
- Диборид титана TiB2
- Борид диплатины
- Борид диродия
- Борид осмия
- Борид рутения
- Гексаборид лантана LaB6
- Гексаборид кальция СаВ6